# Bitwa pod Guadalajarą
Bitwa pod Guadalajarą – starcie zbrojne, w hiszpańskiej wojnie domowej mające miejsce w dniach 8–23 marca 1937 w okolicach miasta Guadalajara w czasie ataku przeprowadzonego przez włoski Corpo Truppe Volontarie oraz wojska generała Francisco Franco na pozycję wojsk republikańskich mającego na celu zdobycie stolicy Hiszpanii od północy.
Brały w niej udział wojska Republiki, Brygady Międzynarodowe, włoski Corpo Truppe Volontarie, złożony z trzech dywizji Czarnych Koszul i jednej dywizji piechoty, wspieranych przez jednostki wojska generała Franco w postaci dywizji „Soria”. Przez wielu autorów jest traktowana jako jedna z operacji militarnych składających się na bitwę o Madryt.

## Przebieg
Po trzech nieudanych próbach natarcia wojsk generała Franco na Madryt, próbę zdobycia stolicy podjął włoski Corpo Truppe Volontarie w sile czterech dywizji – około 35 tys. ludzi. Atak w pasie 25 km miała poprowadzić 2 Dywizja Piechoty Czarnych Koszul „Fiamme Nere”, a za nią podążać miała 3 Dywizja Piechoty Czarnych Koszul „Penne Nere”, zaś 1 Dywizja Piechoty Czarnych Koszul „Dio lo Vuole” i 4 Dywizja Piechoty „Littorio” miały pozostać w odwodzie. Prawe skrzydło miała zabezpieczać hiszpańska Dywizja „Soria”. Koncentrację sił przeprowadzano jednak tak chaotycznie i pospiesznie, że oddziały Dywizji „Littorio” nadal były w fazie koncentracji, gdy natarcie się rozpoczęło. Korpus rozpoczął ofensywę 8 marca o godz. 7:30, po półgodzinnym ostrzale artyleryjskim, przełamując obronę 50. Brygady republikańskiej, wzdłuż szosy Sigüenza-Guadalajara-Madryt.  Włosi byli zaskoczeni silnym oporem, ale 9 marca ruszyli ponownie, pozostawiając daleko w tyle Dywizję „Soria”, która po kilku kilometrach stanęła w miejscu. Na zagrożony odcinek skierowano XI Brygadę Międzynarodową im. Ernsta Thälmanna (około 1000 ludzi) i jedną baterię dział. W trakcie natarcia Dywizji „Penne Nere”, wspartej tankietkami z miotaczami ognia całkowicie zniszczono Batalion im. Komuny Paryskiej. XI Brygada opóźniła działania dwóch dywizji korpusu, ale została zmuszona do odwrotu po poniesieniu ciężkich strat. 10 marca wprowadzono do walki XII Brygadę Międzynarodową im. Giuseppe Garibaldiego, w składzie której walczył polski Batalion im. gen. Jarosława Dąbrowskiego. 11 marca siły włoskie zajęły pałac Ibarra. Czwartego dnia ofensywy, z powodu śniegu i deszczu, siły włoskie zostały zatrzymane w miasteczku Brihuega.  
Siły brygad międzynarodowych przeszły do kontrataków na lewe skrzydło nacierającego korpusu, gdzie XII Brygada Międzynarodowa zatrzymała marsz dywizji „Soria”. Dowództwo republikańskie wprowadzając do walki dalsze oddziały oraz lotnictwo i czołgi, zdołało zatrzymać 13 marca następne natarcie Włochów, a następnie przejść do kontrataku. 14 marca XI Brygada Międzynarodowa, wsparta sowieckimi czołgami wypchnęła Włochów z Bruhuegi i okrążyła pałac Ibarra, podejmując kilka prób ataku, odpartych jednak przez broniących się w pałacu żołnierzy Czarnych Koszul z batalionu „Indomita” z 2 Dywizji „Fiamme Nere”. Wraz z nadejściem zmierzchu większość włoskich żołnierzy wycofała się, pozostawiono jednak ochotników, którzy postanowili walczyć do samego końca. Po dziewięciu godzinach ciężkich walk i wysadzeniu wieży pałacowej przez republikanów, pałac został zdobyty przez republikanów, a jeńców wymordowano. 
Utworzony z walczących oddziałów republikański IV. Korpus 18 marca przeszedł do przeciwnatarcia, przełamując obronę włoską na całej głębokości taktycznej. Kontrofensywa rozwinęła się pomyślnie. Wojska nacjonalistyczne i włoskie atakowane były przez trzy dywizje republikańskie: 12., 14. i 11. dowodzoną przez generała Lístera Forjána, oraz przez XI i XII Brygadę Międzynarodową, wsparte oddziałami pancernymi. Włoskie, słabo opancerzone i uzbrojone tankietki CV 33 nie miały szans w walce z republikańskimi czołgami T-26. Włosi byli nieustannie atakowani przez lotnictwo republikańskie, ostrzeliwujące i bombardujące włoskie kolumny, które ugrzęzły w błotnistych drogach. Włoskie lotnictwo zostało uwięzione na ziemi - rozmoczona ziemia na polowych lotniskach nie pozwalała na start samolotów (republikanie mieli do dyspozycji betonowe lotniska). Dowodzący republikańskim lotnictwem, gen. Ignacio de Cisneros pisał: W operacji tej, dzięki stosunkowo małej ilości użytych samolotów nieprzyjacielskich, mieliśmy możliwość skierowania do akcji maszyn wszelkiego typu, nawet samolotów szkolnych, jeśli tylko mogły utrzymać się w powietrzu i udźwignąć na pokładzie bombę lub karabin maszynowy.  
19 marca Włosi rozpoczęli odwrót, mimo sprzeciwu większości oficerów Czarnych Koszul, którzy uważali, że powinno się walczyć do końca. Odwrót trwał aż do 23 marca. Korpus włoski poniósł dość wysokie straty – stracił on ok. 3 tys. zabitych i rannych. Wojska republikańskie zdobyły trzy tankietki, 25 dział, 85 karabinów maszynowych, 822 karabiny i pistolety, 10 moździerzy, dwa działka przeciwlotnicze i 90 pojazdów. W trakcie walk, oddziały republikańskie mordowały rannych i chcących się poddać faszystów, m.in. brygada im. Garibaldiego wymordowała obrońców pałacu Ibarra z dywizji "Fiamme Nere"
Pokonanie Korpusu Włoskiego było sukcesem wojsk republikańskich, umiejętnie wykorzystanym przez propagandę. Mimo to, strona republikańska poniosła znacznie wyższe straty od przeciwnika i nie zdołała odbić całego zdobytego przez Włochów terenu, którzy nadal utrzymywali 20-kilometrowy wyłom w liniach republikanów. Było to także ostatnie większe zwycięstwo Republiki w wojnie domowej. Bitwa pod Guadalajarą była ostatnią próbą zdobycia Madrytu przez nacjonalistów, aż do końca wojny. Skierowali oni swoje siły na front północny.